# نوشابه سوخاری
نوشابه سوخاری (انگلیسی: Fried Coke) یا سودای کاملاً سرخ‌شده (انگلیسی: Deep Fried Soda) یک خمیرابه منجمد با طعم کوکا کولا است که روغن‌پزی عمیق شده و سپس با شیره کوکا کولا، خامه زده‌شده، شکر دارچین و یک گیلاس روی آن ترکیبات، آماده می‌شود.
مقاله